# Culex divisior
Culex divisior é um espécie de mosquito do género Culex, pertencente à família Culicidae.